# Рача-Лечхуми и Нижняя Сванетия
Рача-Лечхуми и Нижняя Сванетия, или Рача-Лечхуми и Квемо-Сванети (груз. რაჭა-ლეჩხუმი და ქვემო სვანეთი rač’a-lečxumi da kvemo svaneti; груз. რაჭა-ლეჩხუმის და ქვემო სვანეთის მხარე rač’a-lečxumis da kvemo svanetis mxare), — современный административный край на севере Грузии. Столица и крупнейший город — Амбролаури.
Занимает территории нескольких исторических областей Грузии: Нижняя Сванетия (Квемо-Сванети), Лечхуми и Рача. Часть территории края контролируется частично признанной Республикой Южная Осетия.

## История
Долгое время история составных частей края — Рача-Лечхуми и Нижняя Сванетия — проходила раздельно. К началу XIX века Нижняя Сванетия входила в состав княжества Мегрелия (в отличие от фактически независимых обществ Верхней Сванетии), а Рача-Лечхуми — в состав Имеретинского царства. Вместе с ними они вошли в состав Российской империи, соответственно в 1803 и 1804 годах.
В 1840 году Рача-Лечхуми входит в состав Грузино-Имеретинской губернии, а Нижняя Сванетия остаётся в составе административно отдельного Мегрельского княжества. В 1846 году, когда Грузино-Имеретинская губерния расформировывается, обе части края оказываются в одной административное единице — Кутаисской губернии. После нескольких реформ и упразднения Княжества Мегрелия (в 1867 году) территории края в 1886 году примерно соответствуют два уезда Кутаисской губернии — Лечхумский (включая Нижнюю Сванетию) и Рачинский (с центром в Они).

## Административное деление
В административном отношении Рача-Лечхуми и Нижняя Сванетия состоит из четырёх муниципалитетов. С 2016 до 2018 гг. город Амбролаури был приравнен к муниципалитету (был городом краевого подчинения).
| Муниципалитет               | площадь, км² | население перепись 2002, чел. | население перепись 2014, чел. | население оценка 2018, чел. | центр         |
| --------------------------- | ------------ | ----------------------------- | ----------------------------- | --------------------------- | ------------- |
| Амбролаурский муниципалитет | 1142         | 16 079                        | 11 186                        | 10 745                      | г. Амбролаури |
| Лентехский муниципалитет    | 1344         | 8991                          | 4386                          | 4231                        | пгт Лентехи   |
| Онский муниципалитет        | 1326         | 9277                          | 6130                          | 5883                        | г. Они        |
| Цагерский муниципалитет     | 755          | 16 622                        | 10 387                        | 9387                        | г. Цагери     |
| край, всего                 | 4568         | 50 969                        | 32 089                        | 30 246                      | г. Амбролаури |

Восточная часть Онского муниципалитета соответствует западной части Дзауского района Южной Осетии и полностью контролируется её силами, в том числе город Квайса, который в Грузии называется как посёлок городского типа Кваиси.
Города: Они (2656 чел., 2014 год), Амбролаури (2047 чел.), Цагери (1320 чел.).
Посёлки городского типа: Лентехи (947 чел., 2014 год), Хариствала (постоянных жителей нет после землетрясения 1991 года).

## Население
По состоянию на 1 января 2018 года численность населения края составила 30 246 жителей, на 1 января 2014 года — 45 900 жителей (без учёта части Джавского района Южной Осетии).
Население края по переписи населения 2014 года составило 32 089 человек, по переписи 2002 года — 50 969 чел. (1,2 % от населения страны), по оценке на 1 января 2008 года — 48 200 чел., на 1 января 2009 года — 47,7 тыс. чел.
Подавляющее большинство населения Рача-Лечхуми и Нижней Сванетии составляют грузины (99,65 % или 31 977 чел. по переписи 2014 г.), представленные несколькими этнографическими группами. Юг края заселён рачинцами, юго-запад — лечхумцами, а на севере живут сваны, говорящие на отдельном сванском языке.
Осетины составляют основное население восточной части Онского муниципалитета, считающейся Грузией своей территорией, а фактически входящей в состав Дзауского района Южной Осетии. Помимо этого в собственно грузинской части Онского муниципалитета проживают 22 осетин (или 0,36 % от муниципалитета).
Национальный состав населения края Рача-Лечхуми и Нижней Сванетии и его муниципалитетов (2014)
| район         | всего  | грузи- ны | %       | рус- ские | %      | осет- ины | %      | Ев- реи | %      | армя- не | %      | ук- раин- цы | %      | Гре- ки | %      | др. | %      |
| ------------- | ------ | --------- | ------- | --------- | ------ | --------- | ------ | ------- | ------ | -------- | ------ | ------------ | ------ | ------- | ------ | --- | ------ |
| Амбролаурский | 11 186 | 11 152    | 99,70 % | 13        | 0,12 % | 4         | 0,04 % | 1       | 0,01 % | 2        | 0,02 % | 6            | 0,05 % | 5       | 0,04 % | 3   | 0,03 % |
| Лентехский    | 4386   | 4382      | 99,91 % | 2         | 0,05 % | 0         | 0,00 % | 0       | 0,00 % | 0        | 0,00 % | 0            | 0,00 % | 0       | 0,00 % | 2   | 0,05 % |
| Онский        | 6130   | 6073      | 99,07 % | 6         | 0,10 % | 22        | 0,36 % | 12      | 0,20 % | 6        | 0,10 % | 1            | 0,02 % | 1       | 0,02 % | 9   | 0,15 % |
| Цагерский     | 10 387 | 10 370    | 99,84 % | 8         | 0,08 % | 2         | 0,02 % | 1       | 0,01 % | 1        | 0,01 % | 2            | 0,02 % | 1       | 0,01 % | 2   | 0,02 % |
| край, всего   | 32 089 | 31 977    | 99,65 % | 29        | 0,09 % | 28        | 0,09 % | 14      | 0,04 % | 9        | 0,03 % | 9            | 0,03 % | 7       | 0,02 % | 16  | 0,05 % |

В Они издавна существовала община грузинских евреев.

## Общая карта
Легенда карты:
|  | Более 5000 чел.      |
|  | от 2000 до 5000 чел. |
|  | от 1000 до 2000 чел. |
|  | от 500 до 1000 чел.  |
|  | от 200 до 500 чел.   |